# پل قطور

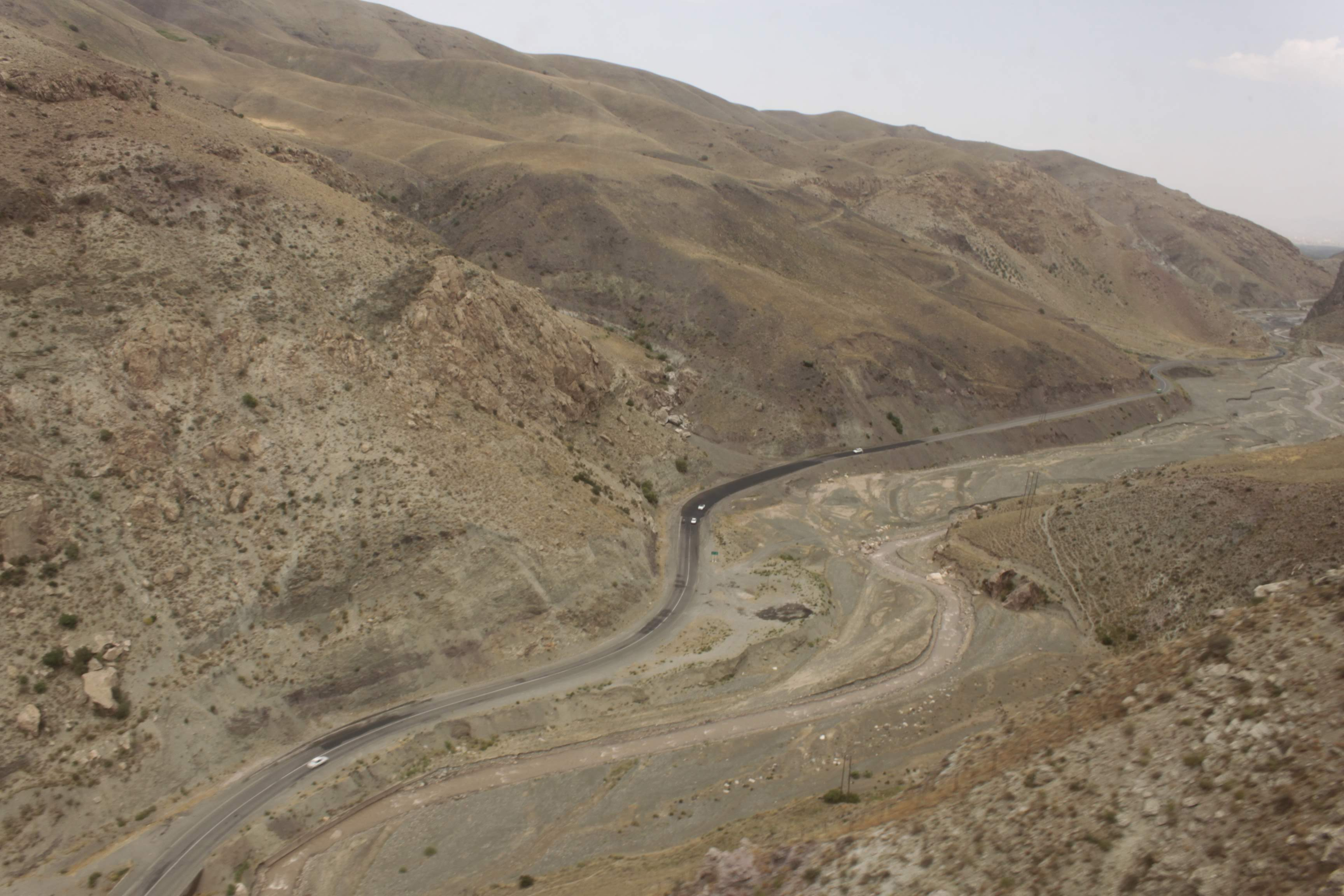
نما از بالای پل

پل قطور پلی است که در مسیر راه‌آهن ایران و ترکیه در نزدیکی خوی ساخته شده‌است. ساخت این پل در سال ۱۳۴۹ (۱۹۷۰ میلادی) به پایان رسید. این پل از نوع زیر قوسی است و تا مدت‌ها بزرگ‌ترین دهانه قوسی را در بین پل‌های ایران داشت. همچنین این پل در زمان جنگ ایران و عراق مورد اصابت راکت‌های عراقی قرار گرفت. اما راکتهای عراقی با خود پل اصابت نکردند و به اطراف پل برخورد کردند. گفته شده که مهندس طراح این پل یک خانم سوئدی است.
این پل در ۲۰ کیلومتری جنوب غربی شهر خوی و در ناحیهٔ سرحدی شهر قطور از توابع استان آذربایجان غربی می‌باشد. امروزه پل قطور به‌عنوان یک جاذبهٔ گردشگری هم مورد توجه است.

## ویژگی‌های پل

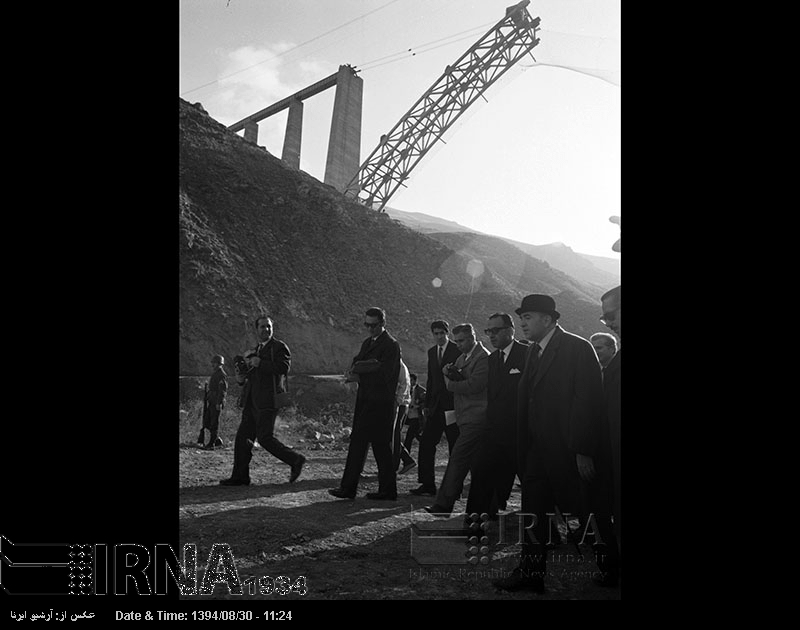
بازدید نخست وزیر وقت (عباس هویدا) از عملیات ساخت پل (۱۳۴۸)

این پل در سال ۱۳۴۷ توسط دو شرکت ایرانی (رانکین) و شرکت اتریشی (پور) پی ریزی و پایه‌های بتنی آن اجرا و اسکلت فلزی و شاسی آن توسط امریکایی‌ها انجام گرفت.
طول این پل ۴۴۸ متر، طول قوس فلزی پل ۲۲۳ متر و ارتفاع آن از سطح رودخانه قطور ۱۱۸٫۲۸ متر دارای ۱۰ عدد پایه بتن مسلح بوده که ۶ عدد از این پایه‌ها به طرف خوی و ۴ عدد از پایه‌های بتنی به سمت رازی می‌باشد و در مجموع دارای ۸ دهانه که به صورت محور به محور در امتداد هم گسترش یافته‌اند.
رنگ این پل فلزی در گذشته به رنگ قرمز بود و در زمان جنگ ایران و عراق جهت استتار از حمله هوائی عراق، به رنگ خاکی رنگ آمیزی شده‌است.

## جنگ ایران و عراق
عراق به اهمیت استراتژیک این پل به‌عنوان پل ریلی ایران و اروپا پی برده بود، در نتیجه اقدام به ۹ حملهٔ هوایی و ۶ دفعه بمباران این پل کرد، آسیب‌های وارده بر پل به شرح زیر می‌باشد:
- حمله هوائی اول در تاریخ ۱۳۶۴/۱۲/۲۲ که منجر به آسیب پایه‌های فلزی ارک و شاسی گردید.
- حمله هوائی دوم در تاریخ ۱۳۶۵/۰۳/۰۵ منجر به کشته شدن۶ نفر از نیروهای راه‌آهن و پرسنل پدافند هوائی گردید.
- حمله هوائی سوم در تاریخ ۱۳۶۵/۱۰/۲۸ منجر به وارد شدن خسارتی به پایه بتونی اصلی سمت رازی شد.
- حمله هوائی چهارم در تاریخ ۱۳۶۶/۱۲/۷ که پایه بتونی سمت سلماس آسیب دید.
- حمله هوائی پنجم درتاریخ ۱۳۶۶/۱۲/۲۶ مجدداً به پایه بتونی سمت سلماس انجام شد.

میزان خسارت وارده بر این پل در کل ۳۰٪ برآورد گردید و در تاریخ ۱۳۶۴/۱۲/۲۵ عملیات بازسازی آن توسط مهندسان راه‌آهن شروع شد و در اردیبهشت ماه سال ۱۳۷۴ بازسازی آن پایان و مرمت کامل گردید.